# Мирча V Чобанул
Мирча V Чобанул (рум. Mircea V Ciobanul; ум. 25 сентября 1559) — господарь Валахии из династии Басарабов-Дракулешти (1545—1552, 1553—1554 и 1558—1559). Сын валашского господаря Раду IV Великого.

## Биография
Длительное время Мирача Чобанул (дословно «Чабан» или «Пастух») проживал на территории Османской империи, где пас овец. В январе 1545 году турецкий султан Сулейман Великолепный объявил Мирчу Чобанула новым господарем Валахии.
В марте 1545 года прибыл в Бухарест, где занял господарский престол. Находился в полной зависимости от Порты. В том же 1545 году женился на Домне Кяжне (1525—1588), дочери молдавского господаря Петра Рареша. Боролся с боярской оппозицией, приказал арестовать и убить около двухсот валашских бояр. В 1548 году успешно отразил трансильванское вторжение. В ноябре 1552 года Мирча Чобанул потерял господарский трон, который захватил Раду VIII Илие. В мае следующего 1553 года при поддержке турок Мирча Чобанул вторично вернул себе валашский престол, изгнав своего соперника. В феврале 1554 году Мирча Чобанул во второй раз был отстранен от престола, уехал в турецкие владения и проживал в Стамбуле. Турецкое правительство заключили перемирие с Габсбургами и назначило новым валашским господарем Петру I Доброго.
В январе 1558 года после смерти валашского господаря Петру I Доброго (1554—1557), умершего в декабре 1557 года, турецкий султан Сулейман Великолепный вновь назначил Мирчу Чобанула господарем Валахии. В сентябре следующего 1559 года валашский господарь Мирча Чобанул скончался. Новым господарем Валахии был назначен его единственный сын Петр II Молодой (1559—1568). Княжеством вначале правила его мать Домна Кяжна, вдова Мирчи Чобанула.